# Turbina de flujo transversal

Turbina de flujo transversal (European Communities, Layman's Guidebook). El dibujo es esquemático, pudiendo haber más de una tobera
1 — válvula de ventilación
2 — distribuidor
3 — carcasa de turbina (toda gris gruesa)
4 — rodete
5 — carcasa trasera extraíble
6 — álabes
7 — flujo de agua
8 — eje

Una turbina de flujo transversal o turbina de flujo cruzado (también llamada  por los nombres comerciales turbina Banki-Michell o Turbina Ossberger) es una turbina hidráulica desarrollada por el australiano Anthony Michell, el húngaro Donát Bánki y el alemán Fritz Ossberger. Michell obtuvo una patente por su diseño en 1903 y la compañía Weymouth la fabricó durante años. La patente de Ossberger data de 1933 ("Free Jet Turbine" 1922, Imperial Patent n.º 361593 y "Cross Flow Turbine" 1933, Imperial Patent n.º 615445),  y fabricó dicha turbina desde entonces. A día de hoy la compañía de Ossberger es el principal fabricante mundial de este tipo de turbinas.
A diferencia de la mayoría de turbinas hidráulicas, que tienen un flujo axial o radial, en la turbina de flujo transversal el fluido atraviesa los álabes de forma diagonal. Como en una rueda hidráulica el agua entra en el borde de la turbina saliendo por el interior. Tras atravesar el vano central sale por el lado opuesto. Es una máquina de acción.
Al pasar dos veces se obtiene una eficiencia elevada para flujos variables, además de limpiar el rotor de residuos. La máquina es de baja velocidad, apta para bajas alturas pero elevados caudales. Gracias a su simplicidad constructiva, suelen ser máquinas de coste reducido. Todo ello lo hace apropiado para centrales de pequeño tamaño (minihidráulica, centrales fluyentes...)

## Diseño

### Rotor

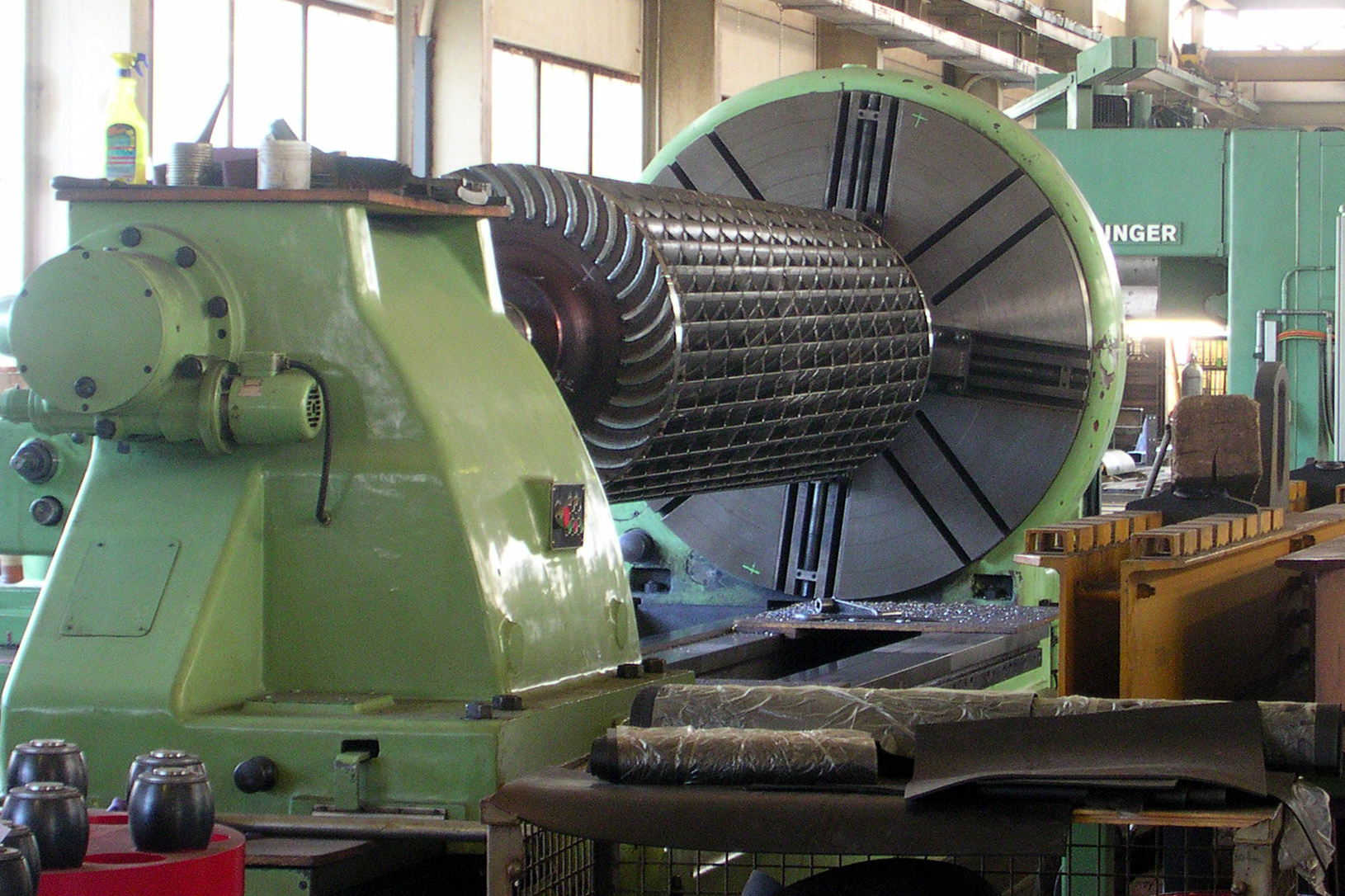
Rotor Ossberger

La turbina se compone de una rueda hidráulica con un eje horizontal. Dicha rueda tiene diversos álabes (hasta 37) dispuestos radialmente con una torsión que hace que el extremo tenga una cierta inclinación tangencial. Los bordes se afilan para reducir la resistencia al flujo. Los álabes conforman una sección circular y tienen los extremos soldados a un disco para formar una "jaula de ardillas" donde las barras han sido reemplazadas por los álabes.
Las turbinas de flujo transversal se suelen construir como dos turbinas de diferente capacidad que comparten un mismo eje. Las ruedas son del mismo diámetro, pero diferentes longitudes para manejar distintos volúmenes a la misma presión. Las "subruedas" se suelen construir con una relación de 1:2. La operación a cargas parcial se suele lograr mediante la admisión, usualmente con graduaciones en el distribuidor a 33%, 66% y 100% de la carga máxima.
La geometría de la turbina busca que el chorro de agua sea efectivo. El agua actúa dos veces, pero casi toda la energía (aproximadamente el 70% de ella) se transmite en la primera pasada. Así el agua pasa dos veces: del exterior al interior y del interior al exterior. Solo alrededor del 30% del trabajo se efectúa en la segunda pasada, al salir el flujo del rotor. Este rotor funciona como una máquina de acción, donde la presión en el rodete se mantiene constante.

### Sistema de regulación

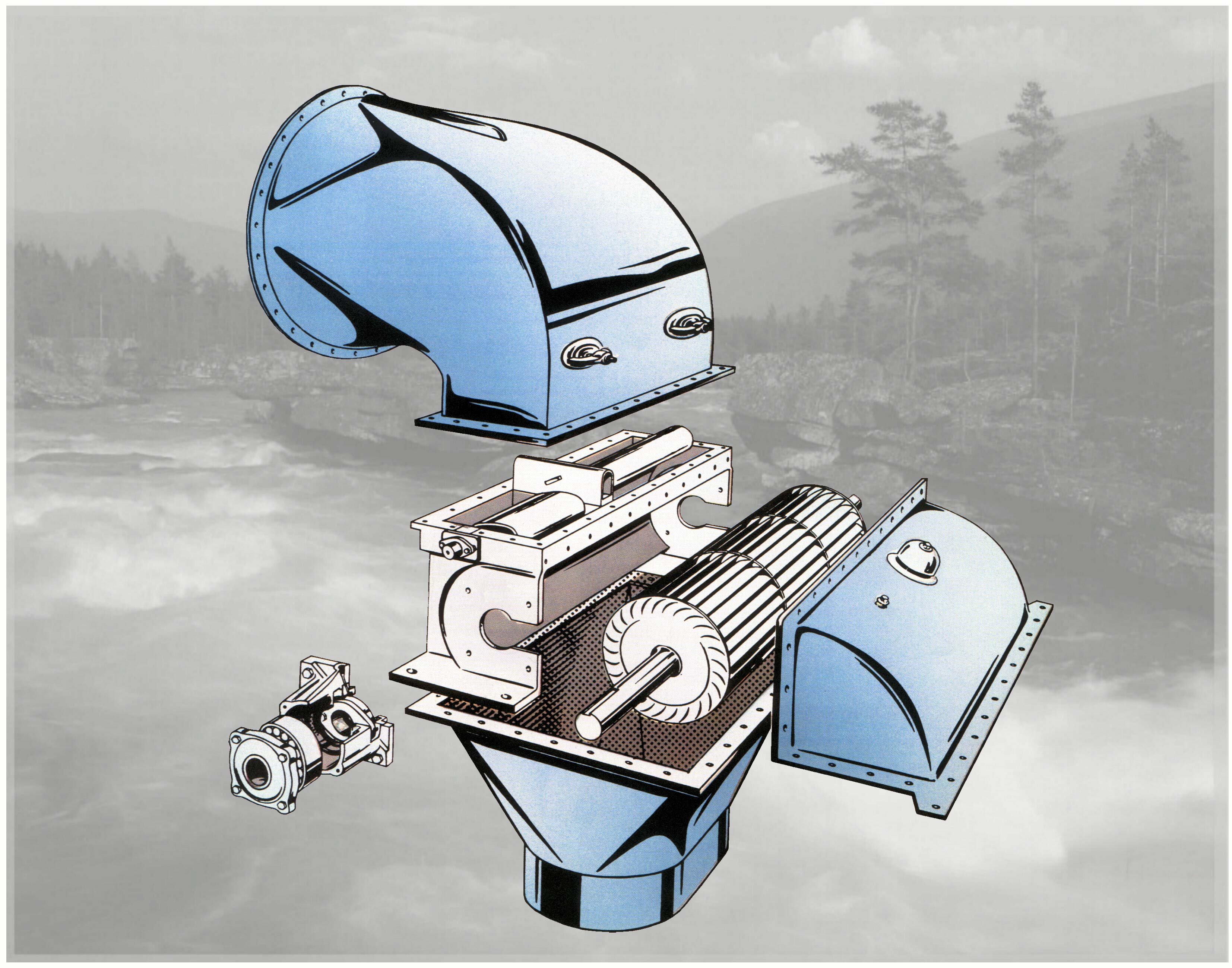
Sección de una turbina Ossberger

El agua fluye primero por el exterior de la turbina hacia el interior. El distribuidor conforma un vano que varía la sección de paso. De ahí pasa a toberas que aceleran el flujo haciéndolo incidir sobre el rotor con un ángulo de 45/120 grados para que transmita la energía cinética a los álabes.
El sistema de regulación controla el flujo según la potencia deseada y el agua disponible. El ratio de agua (porcentaje de agua sobre el máximo) es proporcional al porcentaje equivalente de álabes sobre los que incide. La admisión de las toberas está estrangulada por dos conductos de admisión que dirigen el flujo para que el agua entre suavemente para cualquier grado de apertura. Dichos conductos sellan los extremos de la turbina permitiendo cerrar el suministro de agua cuando el caudal cae por debajo del mínimo. De esa forma actúan como válvulas entre la tubería forzada y la turbina. Pueden ser controladas manualmente o de forma automática.
La mayoría de las turbinas transversales funcionan con dos inyectores, dispuestos de forma que no sus flujos no se perturben entre sí. Sin embargo es esencial que la altura y la velocidad de turbina estén armonizadas.

## Ventajas
La eficiencia máxima de una turbina de flujo transversal es algo menor que la de una turbina Kaplan, Francis o Pelton equivalente. Sin embargo, esta eficiencia varía menos con la carga lo que permite operar en un rango desde 1/6 de la carga máxima hasta el 100%.
Además de su buena regulación, tiene un precio bajo, lo que la hace ideal para proyectos de minihidráulica (menos de 2000 kW y alturas menores de 200 metros). Particularmente con pequeñas centrales fluyentes, esta curva de eficiencia "plana" suele dar una producción anual superior a otras turbinas, al ser la hidrología de los ríos irregular en algunos meses. La turbina transversal logra unos rendimientos mejores en los meses de menor caudal, logrando un rendimiento promedio mejor.
Es frecuente usarlo para producción autónoma, sin presencia de operarios. Su construcción hace el mantenimiento menor que en otras turbinas: solo dos cojinetes deben ser mantenidos y solo hay tres piezas rotando. El sistema mecánico es pues simple y puede ser reparado por mecánicos locales. Otra ventaja relacionada es que la turbina se limpia sola: el agua en su salida elimina los sedimentos depositados, reduciendo el mantenimiento aún más. Además, evita ciclos de limpieza invirtiendo el flujo o variando la velocidad, lo que junto a las menores paradas por mantenimiento da una mayor utilización.